# Doudeauville (Pas-de-Calais)
Doudeauville is een gemeente in het Franse departement Pas-de-Calais (regio Hauts-de-France) en telt 401 inwoners (1999). De plaats maakt deel uit van het arrondissement Boulogne-sur-Mer.

## Geografie
De oppervlakte van Doudeauville bedraagt 13,7 km², de bevolkingsdichtheid is 29,3 inwoners per km².
De onderstaande kaart toont de ligging van Doudeauville (Pas-de-Calais) met de belangrijkste infrastructuur en aangrenzende gemeenten.

## Demografie
Onderstaande figuur toont het verloop van het inwonertal (bron: INSEE-tellingen).